# Soeiro Anes
D. Soeiro Anes (? - Lisboa, 28 de Setembro de 1209/1210) foi o terceiro Bispo de Lisboa após a restauração da diocese em 1147.

## Biografia
D. Soeiro Anes foi elevado à dignidade episcopal logo após a morte do seu predecessor, D. Álvaro, em 11 de Setembro de 1185, por ainda nos últimos meses de vida deste ter sido designado como seu sucessor pelo cabido da Sé. 
Tinha o título de mestre e tinha frequentado o Estudo Geral de Paris.
Grande amigo e conselheiro do novo rei, D. Sancho I, o qual conferiu largas benesses à diocese e à cidade de Lisboa, o bispo D. Soeiro manteve desinteligências com o cabido da Sé devido à divisão das prebendas das igrejas paroquiais da diocese, o que levou o rei a intervir - assim, em 1 de Maio de 1191, por mediação régia, o bispo cedia as prebendas da igreja de São Pedro de Alfama ao cabido, e reservava para si as das paróquias de Sacavém, Frielas, Unhos e Vila Verde dos Francos, numa tentativa de resolver as contendas que o opunham aos cónegos da Sé.
Nesse sentido, procurou reorganizar o cabido, aumentando o número dos clérigos nele presentes, e colocando aí pessoas da sua confiança.
A meio do seu governo, em 1199, o Papa Inocêncio III resolveu subtrair a Diocese de Lisboa da jurisdição do metropolita bracarense, passando a estar debaixo da alçada da diocese compostelana, facto que muito lhe desgostou.
Faleceu no dia 28 de Setembro, embora as fontes não sejam precisas quanto ao ano - se 1209, se 1210.